# Mýto pod Ďumbierom
Mýto pod Ďumbierom (allemand : Mauth am Djumbier), est un village de Slovaquie situé dans la région de Banská Bystrica.

## Histoire
Première mention écrite du village en 1696.

## Démographie

### Évolution de la population
| Année:               | 1994. | 2004.   | 2014.   | 2024.   |
| -------------------- | ----- | ------- | ------- | ------- |
| Nombre de personnes: | 571   | 542     | 524     | 500     |
| Différence:          |       | -5,07 % | -3,32 % | -4,58 % |

| Année:               | 2023. | 2024.   |
| -------------------- | ----- | ------- |
| Nombre de personnes: | 502   | 500     |
| Différence:          |       | -0,39 % |